# Општина Каплени (Сату Маре)
Каплени (рум. Căpleni) општина је у Румунији у округу Сату Маре.
Oпштина се налази на надморској висини од 115 m.